# Río Corriente
Le río Corriente est un cours d'eau argentin affluent direct du río Paraná et dont le bassin est entièrement situé dans la province de Corrientes.

## Géographie
Il naît dans la lagune d'Itatí, la plus australe des étangs de l'Iberá, et fonctionne comme émissaire de cette grande zone humide. Son cours a une direction constante du nord-est vers le sud-ouest de la province. Il débouche finalement dans le Paraná près de la ville d'Esquina.
La superficie de son bassin versant est de 26 951 km2 (soit plus de trois fois celle de l'Alsace en France). 
Son débit atteint 311 m3/s à la station de Los Laurales pour un bassin versant de 22 100 km2. 